# Viktoria Kolberg
Der SV Viktoria Kolberg war ein deutscher Sportverein aus dem pommerschen Kolberg, dem heutigen Kołobrzeg.

## Geschichte
Der 1921 gegründete Viktoria Kolberg nahm ab 1933 an der Gauliga Pommern teil. In der Oststaffel spielte die Mannschaft gegen den Abstieg, der 1936 als Tabellenletzter hingenommen werden musste. 1940 gelang die Rückkehr in die höchste Spielklasse Pommerns. In den folgenden Jahren gelangen der Mannschaft, die vor allem auf Spieler aus der örtlichen U-Boot-Schule zurückgreifen konnte, regelmäßig dritte Plätze. In der Spielzeit 1943/44 erreichte der Verein hinter dem verlustpunktfreien HSV Groß Born den zweiten Rang. Kriegsbedingt musste im folgenden Jahr der Spielbetrieb eingestellt werden und mit dem Untergang des nationalsozialistischen Staates erlosch der Verein.